# Ceratosphys nodipes
Ceratosphys nodipes är en mångfotingart som först beskrevs av Carl Graf Attems 1952.  Ceratosphys nodipes ingår i släktet Ceratosphys och familjen Opisthocheiridae. Inga underarter finns listade i Catalogue of Life.